# Gare de Nevers-les-Perrières
La gare de Nevers-les-Perrières est une gare ferroviaire française de la ligne de Nevers à Chagny, située à Nevers dans le département de la Nièvre en région Bourgogne-Franche-Comté. C'est l'une des gares secondaires de la ville dont la gare principale est la gare de Nevers.
Nevers-les-Perrières est une halte de la Société nationale des chemins de fer français (SNCF) desservie par des trains express régionaux de Bourgogne (TER Bourgogne-Franche-Comté).

## Situation ferroviaire
Établie à 197 mètres d'altitude, la gare de Nevers-les-Perrières est située au point kilométrique (PK) 2,221 de la ligne de Nevers à Chagny, entre les gares de Nevers et de Nevers-le-Banlay. Elle est également située sur la ligne de Clamecy à Nevers mais son arrêt est fermé. C'est à proximité de cet arrêt que partait le contournement stratégique de Nevers

## Service des voyageurs

### Accueil
Halte SNCF, c'est un point d'arrêt non géré (PANG) (vente des billets en gare de Nevers), équipé de deux quais avec abris.

### Desserte
Nevers-les-Perrières est desservie par des trains TER Bourgogne-Franche-Comté qui circulent sur les lignes Nevers – Cosne et Autun – Étang – Nevers.

### Intermodalité
Cette gare est desservie à proximité par la ligne 8 du réseau de bus Taneo à l'arrêt Dr Léveillé.